# Stationsäquivalente Behandlung
Die stationsäquivalente psychiatrische Behandlung (StäB) ist eine Form der Krankenhausbehandlung von Menschen mit einer psychischen Erkrankung. Sie kann bei medizinisch geeigneten Fällen zur Anwendung kommen, wenn eine psychiatrische Behandlung in einem Krankenhaus notwendig ist, aber statt einer vollstationären Behandlung eine gleichwertige Behandlung im häuslichen Umfeld der betroffenen Personen durch eine Klinik stattfinden kann. Die Möglichkeit besteht in Deutschland seit 2017 und ist im Fünften Buch des Sozialgesetzbuches (SGB V) in § 115d geregelt.
Grundsätzlich gelten für StäB die gleichen Aufnahmekriterien wie für eine vollstationäre Krankenhausbehandlung. Die Behandelnden in der psychiatrischen Einrichtung entscheiden über die Indikation für eine stationsäquivalente Behandlung. Dabei müssen vorher die Therapieziele festgelegt werden. Die Behandlung ist dabei unabhängig von der psychiatrischen Diagnose.
Voraussetzung für eine stationsäquivalente Behandlung ist die Eignung des häuslichen Umfelds für eine solche psychiatrische Behandlung. Damit ist beispielsweise gemeint, dass es die Möglichkeit eines Vier-Augen-Gespräches gibt. Auch müssen alle Personen, die im gleichen Haushalt leben, einer solchen Behandlung zustimmen.
Die stationsäquivalente Behandlung kann durch psychiatrische Krankenhäuser oder durch Allgemeinkrankenhäuser mit fachärztlich geleiteten psychiatrischen Abteilungen durchgeführt werden, sofern diese eine regionale Versorgungsverpflichtung haben. In der mobilen Behandlung hat die Therapie die gleichen Leistungen zu erbringen, wie sie auch in einer Behandlungsstation geleistet werden. Die fachärztlich geleiteten Behandlungsteams bestehen aus Ärzten, Psychologen, Pflegefachpersonen und Spezialtherapeuten. Es muss durch eine Präsenz der entsprechenden Berufsgruppen sichergestellt sein. Tägliche Kontakte durch mindestens eine der beteiligte Berufsgruppen sind obligatorisch. Ebenso muss der tägliche Austausch der beteiligten Behandlungspersonen sichergestellt sein. Das Krankenhaus ist verpflichtet für die Patienten 24 Stunden lang im Rahmen einer Rufbereitschaft telefonisch erreichbar zu sein. Dokumentiert wird die Behandlung wie im stationären Bereich. Es darf keine Unterschiede in den Anforderungen an die Dokumentation geben. Inzwischen bieten zahlreiche psychiatrische Krankenhäuser und psychiatrische Abteilungen an Allgemeinkrankenhäusern die stationsäquivalente Behandlung an.